# Taça Universitária de São Carlos

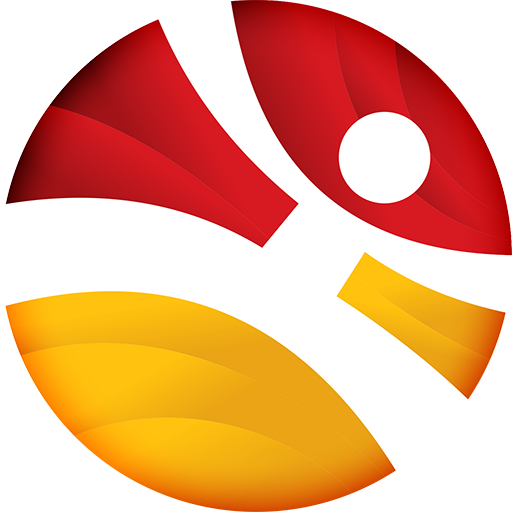
As cores da Federal (vermelho) e do CAASO (amarelo) representadas na logomarca da Taça Universitária de São Carlos

A Taça Universitária de São Carlos - A TUSCA é o maior evento universitário da América Latina e mais tradicional. O torneio universitário ocorre na cidade de São Carlos, interior de São Paulo. É organizada pela Associação Atlética Acadêmica da UFSCar (A.A.A.UFSCar, mais conhecida como Atlética Federal), pela Associação Atlética Acadêmica Campus de São Carlos USP (A.A.A.C.S.C. - USP, conhecida também como Atlética CAASO) e pela Criativa Agência, com data definida em conjunto com a prefeitura municipal de São Carlos, com finalidade de estimular a prática saudável do esporte, bem como a integração sociocultural entre os participantes. Originalmente, participavam também estudantes da Fundação Educacional São Carlos (FESC), que oferecia os cursos superiores de Biblioteconomia e Documentação e de Educação Física, hoje absorvidos pela UFSCar, e da extinta Faculdades Integradas de São Carlos (FADISC).
A competição marca uma rivalidade histórica e reúne mais de 45 mil pessoas na cidade para 4 dias de competições esportivas e festas de repercussão nacional.

## História
A história da TUSCA começou em 30 de agosto de 1973, quando o jornal O Diário anunciava a Primeira Taça Universitária de São Carlos, dando conta da realização com um desfile inaugural, com um trajeto da Praça Coronel Salles até o Ginásio João Marigo Sobrinho, local das primeiras competições. A partir daí surgiam embriões do chamado corso e do megaevento em que a TUSCA viria a se transformar nas cinco décadas seguintes.
Participavam da edição de estreia estudantes de todas as escolas superiores da cidade, que na época contava com a EESC-USP e institutos, UFSCar, Escola Superior de Educação Física de São Carlos, Faculdade de Direito de São Carlos Fadisc e ASSER (atual Unicep). 
O Congresso de Abertura teve sessão solene e discursos do prefeito Mário Maffei e do presidente da Câmara municipal, Antonio Stella Moruzzi. A comissão organizadora era presidida por João Otavio Dagnone de Melo e a nota do jornal terminava em tom profético: Pode-se estimar que essa será mas uma realização que irá figurar no calendário esportivo de São Carlos.
A rivalidade entre as duas atléticas é a maior do interior de SP (englobando mais de 20 mil alunos e 40 anos de história) e, consequentemente, uma das maiores do Brasil. 
Em 2010, a TUSCA foi incluída no calendário de eventos oficiais da cidade de São Carlos pela Lei Municipal Nº 15.246 - de autoria do vereador Lineu Navarro - de 8 de Abril de 2010.O evento foi retirado do calendário dois anos depois. 
Por conta da pandemia de COVID-19, 2020 foi o primeiro ano desde 2000 que houve uma interrupção na realização do evento. Apesar disso, a Taça se reinventou criando o campeonato de games online e-Tusca, além de obter destaque digital em portais universitários como BlackTang e Share Your Quarentena durante o ano pandêmico.

## O evento
São reunidas cerca de 150 mil pessoas durante os 4 dias de competições e festas e ocorre tradicionalmente no mês de Outubro. As atléticas das duas grandes universidades da cidade são fundadoras e organizadoras da Taça: USP e UFSCar. Outras faculdades convidadas participam do torneio e são escolhidas pela organização anualmente. Ao contrário de alguns torneios universitários, a TUSCA sempre inclui atléticas de universidades de outros estados, visando uma competição mais abrangente e acirrada, priorizando o alto nível esportivo das participantes.
O evento movimenta a economia da cidade em cerca de 8 milhões de reais e envolve unidades de UTI Móvel, Ambulância de Suporte Básico e uma equipe composta por médicos, enfermeiros, técnicos em enfermagem e bombeiros civil, além de fisioterapeutas para atendimento das equipes nas praças esportivas. Para manter a ordem, a organização do evento contrata equipes de segurança particulares, além das Guardas Universitárias dos campus, que também participam do esquema de segurança.

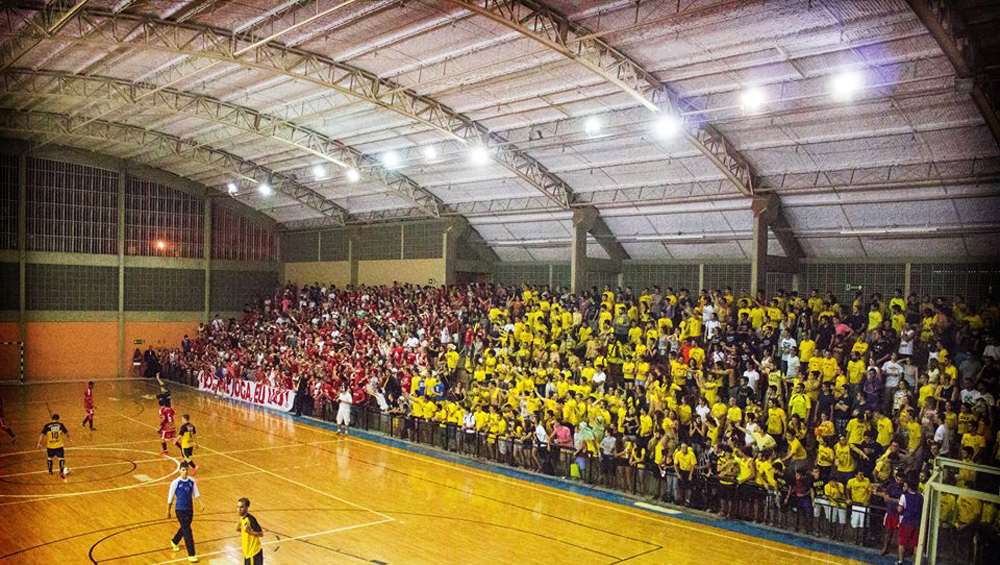
Torcidas da Federal e CAASO durante partida do futsal masculino na Tusquinha 2016. É a maior rivalidade universitária do interior.

Um esquema com as redes de saúde é preparado no município para estar de prontidão, com o SAMU, o Hospital–Escola e a Santa Casa de Misericórdia, assim como os ambulatórios terceirizados contratados pelas atléticas.
Em 2012, para a abertura do evento foi realizada uma micareta com a presença de mais de 15 mil pessoas na região do Distrito Industrial. Um trio elétrico percorreu um trecho de quase dois quilômetros. Toda a infraestrutura, como bares, banheiros e pontos de atendimento médico, estavam a disposição dos participantes.
A partir de 2013 o evento foi centralizado em uma única área com toda a infraestrutura necessária para a realização do evento, a fim de trazer maior segurança aos participantes e manter o sossego no centro da cidade.
Em 2017 a Taça Universitária de São Carlos terminou a sua 38ª edição com a Federal consagrada tetra-campeã de forma consecutiva, algo que não acontecia desde 2006. Participaram desta edição (além das atléticas organizadoras): Liga das Engenharias da Unicamp (LEU), Liga das Atléticas da USP Ribeirão Preto (LAURP), Associação Atlética da Escola de Engenharia UFMG e Atlética XV de Outubro UTFPR Ponta Grossa.
A competição em 2018 contou, além das organizadoras, com a Liga das Engenharias da UNICAMP (LEU), Associação Atlética Acadêmica da Escola Politécnica da USP, Associação Atlética Acadêmia Luiz de Queiroz (ESALQ USP) e Associação Atlética Acadêmica Engenharia UFTM. Pelo quinto ano consecutivo a Atlética Federal sagrou-se campeã geral da Taça Universitária de São Carlos, sendo o 34º título em sua história, em 40 edições do torneio.
A Taça chegou a sua 40ª edição em 2019 contando com a participação de 6 atléticas, incluindo as organizadoras. Neste ano, participaram: Atlética UFSCar, Atlética CAASO, Liga das Engenharias da UNICAMP, Atlética Poli USP, Atlética Getúlio Vargas (FGV - SP) e Atlética XI de Setembro (UFABC). A Atlética UFSCar foi a campeã geral.
O ano de 2020 não contou com uma edição da Taça, o evento foi cancelado devido à pandemia de COVID-19.

## Festas
As festas da TUSCA são consideradas as boas festas universitárias do Brasil, somando cerca de 45 mil presentes ao longo dos 4 dias de competição. O evento é composto pelo Corso, o evento de abertura de mais de 12 horas de duração, as duas tendas de sexta e sábado, as festas noturnas de sábado e domingo e a TUSCA Zone, que se trata da tenda final no domingo integrada ao ginásio, para incentivar a presença do público nas competições. O evento é totalmente open bar.
Até 2014, as tendas diurnas eram realizadas no mesmo espaço dos jogos, mas o crescimento do público inviabilizou que continuasse dessa forma nos anos seguintes.
Já passaram pelo palco da TUSCA diversos artistas de renome durante os últimos anos:
| Edição  | Ano  | Artistas |
| ------- | ---- | --- |
| XXXIV   | 2013 | Marcelo D2, Banda EVA, Bonde do Tigrão, FTampa |
| XXXV    | 2014 | CPM 22, Valesca, Molejo |
| XXXVI   | 2015 | Detonautas, Bonde do Tigrão, Livinho, É o Tchan, Felguk |
| XXXVII  | 2016 | Anitta, Alok, Terra Samba |
| XXXVIII | 2017 | Vini Vici, Pabllo Vittar, Nego do Borel, Tomate, Somos Todos CBJR, Bonde do Tigrão, Mr. Catra |
| XXXIX   | 2018 | Anitta, Glória Groove, Planet Hemp, Atitude 67, Illusionize, Thiaguinho, Jammil, MC Kekel, DJ Moon, Eli Iwasa, Fiduma e Jeca, Hi Profile, Sound Quebrada |
| XL      | 2019 | Turma do Pagode, Vintage Culture, Ludmilla, Falamansa, Dennis DJ, Glória Groove, Natiruts, Kevinho, Gui Boratto, Jack Beard, Aura Vortex, Devochka, DJ Aninha, DJ GBR, Jorge e Picharillo, Meninos do Nuleen, Palha de Aço, João Pedro e Leonardo |
| XLI     | 2022 | GBR, L7nnon, Envolvência, Ventura e Dj Ery, D-Nox, Spuri, Pitty, Ludmilla, Luísa Sonza, Glória Groove, Pedro Sampaio, Gabe, Ella de Vuono, Tough Art, Wrecked Machines, Dj Topo, Matheus e Kauan, Dennis Dj, Djonga, Kvsh, Lia Clark, Turma do Pagode, Megabaile do areias, Adalamoon, Beltran, Burn in Noise, Ilusionize e Special M e DJ Charlenny. |

Em 2017, a TUSCA realizou a gravação de DVD de 18 anos do Bonde do Tigrão. 

## O Corso
O Corso é a celebração de abertura do campeonato, geralmente acontece de quinta-feira. Inicialmente, consistia em uma espécie de micareta de rua, com saída de um trio elétrico da USP terminando tradicionalmente na UFSCar, em uma grande festa realizada pela Atlética UFSCar, em céu aberto com palco para bandas e tenda de música eletrônica dando ao início a um torneio de muita tradição. Dentre os atrativos dessa comemoração estava o famoso Cajuzinho, bebida composta de cachaça e suco de caju fornecida pela Atlética CAASO.
Em 2009, o Corso percorreu cerca de 3,8 quilômetros, saindo do Campus 1 da USP e terminando na avenida Bruno Ruggiero. Durante os dias do torneio, São Carlos recebeu mais de 30 mil pessoas que vieram prestigiar o evento.
O Corso já reuniu mais de 50 mil pessoas durante todo o trajeto. Em outubro de 2010, após a morte trágica de um estudante, o Corso de rua foi proibido pelo então prefeito Oswaldo Barba, e passou a acontecer em um circuito fechado onde também aconteceriam as outras festas noturnas. 

## Modalidades
Tradicionalmente as modalidades disputadas durante o torneio são: atletismo, basquete, futebol, futsal, handebol, natação, tênis, tênis de mesa, voleibol, voleibol de praia, xadrez, judô, pólo aquático, rugby, jiu-jitsu, karatê, Taekwondo, beisebol, softbol, E-Sports e Cheerleading.
Além destas, paralelamente acontece o Desafio de Cheerleading e o Desafio de Baterias, que não pontuam na tabela geral mas possuem premiação à parte.

## Desafio de Baterias
O desafio de baterias na TUSCA acontece desde o ano de 2010. É um desafio para as baterias universitárias mostrarem essa vertente de desafio que existe, e conta com jurados, pontuação e regulamento próprio (que é definido pelas atléticas anfitriãs), entretanto o desafio não contabiliza pontos para a competição geral. 
Em geral, as apresentações contam com as baterias das atléticas fundadoras e convidadas, que tem a oportunidade de trazer a sua bateria para participar do desafio e para estar presente nos jogos. Porém, já houve exceções, onde outras baterias de fora da competição se apresentaram no desafio devido a relação com as atléticas participantes, como foi o caso da Bateria da UEMG - Frutal (MG).
Já participaram do Desafio as seguintes BU: Gaperia (CAASO), Bateria UFSCar, Rateria (Poli - USP), Tatubola (FGV), Percursão (Unicamp), Infanteria (UFABC), Integrada (UFTM), entre inúmeras outras.

## Campeões

### Torneio
- A edição de 2000 não ocorreu. Devido à pandemia de Covid-19, a edição de 2020 não ocorreu e a de 2021 foi online.

## Controvérsia
Há alguns anos, grande parte da população são-carlense tem registrado queixas sobre as dimensões que o evento estaria tomando, e que os universitários estariam tirando a paz da cidade durante os dias de competição.
Porém, no evento de 2010, foram registradas cerca de 250 ocorrências atendidas, enquanto o evento contava com mais de 40 mil pessoas. A Polícia Militar de São Carlos considerou um baixo índice, em relação ao total de presentes no evento.